# Saint-Martin-de-Connée
Saint-Martin-de-Connée és un municipi francès situat al departament de Mayenne i a la regió de País del Loira. L'any 2007 tenia 403 habitants.

## Demografia

### Població
El 2007 la població de fet de Saint-Martin-de-Connée era de 403 persones. Hi havia 181 famílies de les quals 55 eren unipersonals (35 homes vivint sols i 20 dones vivint soles), 71 parelles sense fills, 47 parelles amb fills i 8 famílies monoparentals amb fills.
La població ha evolucionat segons el següent gràfic:
Habitants censats

### Habitatges
El 2007 hi havia 285 habitatges, 185 eren l'habitatge principal de la família, 55 eren segones residències i 45 estaven desocupats. 276 eren cases i 5 eren apartaments. Dels 185 habitatges principals, 142 estaven ocupats pels seus propietaris, 39 estaven llogats i ocupats pels llogaters i 4 estaven cedits a títol gratuït; 2 tenien una cambra, 15 en tenien dues, 34 en tenien tres, 50 en tenien quatre i 84 en tenien cinc o més. 126 habitatges disposaven pel capbaix d'una plaça de pàrquing. A 88 habitatges hi havia un automòbil i a 75 n'hi havia dos o més.

### Piràmide de població
La piràmide de població per edats i sexe el 2009 era:
| Homes | Edats   | Dones |
| ----- | ------- | ----- |
| 0     | 95 o +  | 0     |
| 0     | 90 a 94 | 4     |
| 0     | 85 a 89 | 0     |
| 4     | 80 a 84 | 0     |
| 12    | 75 a 79 | 8     |
| 8     | 70 a 74 | 8     |
| 16    | 65 a 69 | 16    |
| 40    | 60 a 64 | 16    |
| 16    | 55 a 59 | 16    |
| 16    | 50 a 54 | 32    |
| 20    | 45 a 49 | 16    |
| 8     | 40 a 44 | 12    |
| 4     | 35 a 39 | 4     |
| 16    | 30 a 34 | 8     |
| 8     | 25 a 29 | 4     |
| 20    | 20 a 24 | 20    |
| 12    | 15 a 19 | 16    |
| 16    | 10 a 14 | 0     |
| 8     | 5 a 9   | 8     |
| 4     | 0 a 4   | 8     |

## Economia
El 2007 la població en edat de treballar era de 233 persones, 167 eren actives i 66 eren inactives. De les 167 persones actives 151 estaven ocupades (91 homes i 60 dones) i 16 estaven aturades (7 homes i 9 dones). De les 66 persones inactives 32 estaven jubilades, 10 estaven estudiant i 24 estaven classificades com a «altres inactius».

### Ingressos
El 2009 a Saint-Martin-de-Connée hi havia 194 unitats fiscals que integraven 426 persones, la mediana anual d'ingressos fiscals per persona era de 14.576 €.

### Activitats econòmiques
Dels 13 establiments que hi havia el 2007, 1 era d'una empresa alimentària, 2 d'empreses de construcció, 4 d'empreses de comerç i reparació d'automòbils, 1 d'una empresa de transport, 1 d'una empresa d'hostatgeria i restauració i 4 d'empreses de serveis.
Dels 3 establiments de servei als particulars que hi havia el 2009, 2 eren tallers de reparació d'automòbils i de material agrícola i 1 electricista.
Dels 2 establiments comercials que hi havia el 2009, 1 era una botiga de menys de 120 m² i 1 una fleca.
L'any 2000 a Saint-Martin-de-Connée hi havia 45 explotacions agrícoles que ocupaven un total de 1.647 hectàrees.

## Equipaments sanitaris i escolars
El 2009 hi havia una escola elemental.

## Poblacions més properes
El següent diagrama mostra les poblacions més properes.